# Henry R. Kravis
Henry R. Kravis (Tulsa, 6 gennaio 1944) è un imprenditore statunitense, investitore, miliardario, filantropo, co-fondatore di KKR & Co.
Kravis è un repubblicano che ha effettuato significative donazioni ad entrambi i partiti statunitensi, incluso un contributo di 1 milione di dollari all'inaugurazione presidenziale di Donald Trump nel 2017. Il suo stile di vita sontuoso è stato criticato dagli attivisti che cercano di riformare le normative sul private equity e limitare la pratica delle acquisizioni con leva finanziaria di cui Kravis è stato un pioniere. La sua acquisizione di RJR Nabisco è stata raccontata nel libro del 1989 e nel film del 1993 Barbarians at the Gate.

## Biografia
Kravis è nato in una famiglia ebrea a Tulsa, Oklahoma, figlio di Bessie (nata Roberts) e Raymond F. Kravis, un ingegnere petrolifero di successo di Tulsa che era stato un socio in affari di Joseph P. Kennedy. Kravis ha iniziato la sua formazione alla Eaglebrook School, seguita dal liceo alla Loomis Chaffee School. Ha quindi frequentato il Claremont McKenna College (allora noto come Claremont Men's College). È stato membro delle squadre di golf universitari CMC per quattro anni e dell'organizzazione di servizio studentesco dei Knickerbockers.  Si è laureato alla CMC in economia nel 1967 prima di andare alla Columbia Business School, dove ha conseguito un MBA nel 1969.

## Carriera

### Bear Stearns
Dopo alcune esperienze nel settore finanziario a New York City, lui e suo cugino di primo grado, George R. Roberts, si unirono allo staff di Bear Stearns. Hanno lavorato sotto il manager delle finanze aziendali, Jerome Kohlberg Jr. Entrambi sono diventati partner di Bear Stearns in giovane età, 30 e 31 anni.
Lavorando per Bear Stearns tra la fine degli anni '60 e l'inizio degli anni '70, Kravis, insieme a Kohlberg e Roberts, iniziò una serie di quelli che descrissero come investimenti "bootstrap". Negli anni successivi, Kohlberg e successivamente Kravis e Roberts avrebbero completato una serie di acquisizioni tra cui Stern Metals (1965), Incom (una divisione di Rockwood International, 1971), Cobblers Industries (1971) e Boren Clay (1973) così come Thompson Wire, Eagle Motors e Barrows attraverso il loro investimento in Stern Metals. Sebbene avessero avuto una serie di iniziative di successo, l'investimento di 27 milioni di dollari in Cobblers finì in bancarotta. Kravis e i suoi soci avevano creato una serie di società in accomandita per acquisire queste varie società, quelle che ritenevano stessero ottenendo risultati ben al di sotto del loro potenziale di vendita e profitto o dove c'erano risorse finanziarie non sfruttate che potevano essere monetizzate.

### Kohlberg Kravis Roberts
Nel 1976, le tensioni si erano talmente accumulate tra Bear Stearns e il trio Kohlberg, Kravis e Roberts al punto che i tre decisero di lasciare la società inaugurando proprio quello la Kohlberg Kravis Roberts (KKR).
Kravis e Roberts hanno investito 120.000 dollari del proprio capitale nella loro nuova azienda.  I primi investitori in KKR includevano la famiglia Hillman e la famiglia Griffith (che sono anche grandi azionisti di MGM e Time Warner). Nel 1978, con la revisione dei regolamenti ERISA, il nascente KKR riuscì a raccogliere il suo primo fondo istituzionale con circa 30 milioni di dollari di impegni degli investitori.

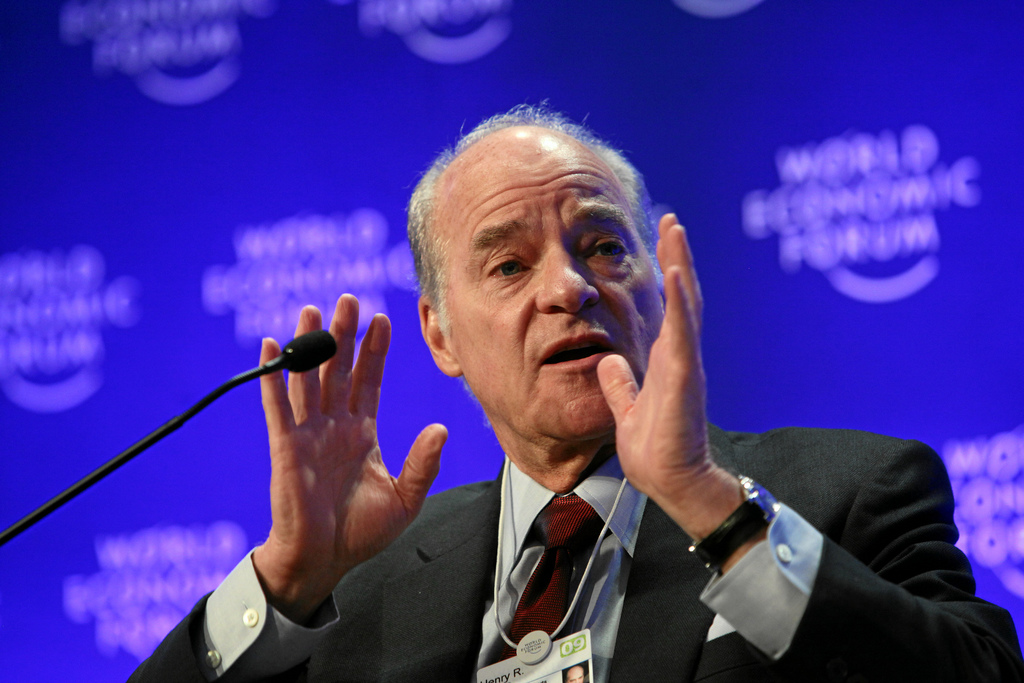
Kravis nel 2009

Nel 1987, Jerome Kohlberg, Jr. si dimise da KKR e Henry Kravis e George Roberts continuarono a guidare l'azienda. Sotto Kravis e Roberts l'azienda è stata responsabile del leveraged buyout nel 1988 di RJR Nabisco. Con un costo di 31,4 miliardi di dollari, era allora il prezzo più alto mai pagato per un'impresa commerciale. La pubblicità che circonda l'evento ha portato la storia a essere drammatizzata nel libro e nel film Barbarians at the Gate. Kravis è stato interpretato nel film dall'attore Jonathan Pryce.

## Vita privata
Kravis è stato sposato tre volte. Il primo matrimonio con Helene Diane "Hedi" Shulman finì con un divorzio. Hanno avuto tre figli, Harrison S. Kravis (nato nel 1972, morto nel 1991 in un incidente d'auto), Robert R. Kravis (nato nel 1973) e Kimberly Kravis Schulhof (nato nel 1975). Hedi poi si risposò con James Thompson Ruger, figlio di William B. Ruger e morì di cancro il 2 aprile 1997, all'età di 49 anni. Kravis in seguito sposò la designer di New York Carolyne Roehm (nata Carolyne Jane Smith) nel 1985, ma il matrimonio finì con il divorzio nel 1993. Kravis si è quindi sposato con un'economista canadese, ex editorialista, personaggio televisivo in Canada e presidente del consiglio di amministrazione del Museum of Modern Art di New York,  Marie-Josée Drouin.
Kravis vive principalmente a New York City e ha una residenza stagionale a Palm Beach, in Florida; possiede anche case a Southampton, Parigi e Sharon, Connecticut.